# Leipzig-Thekla järnvägsstation

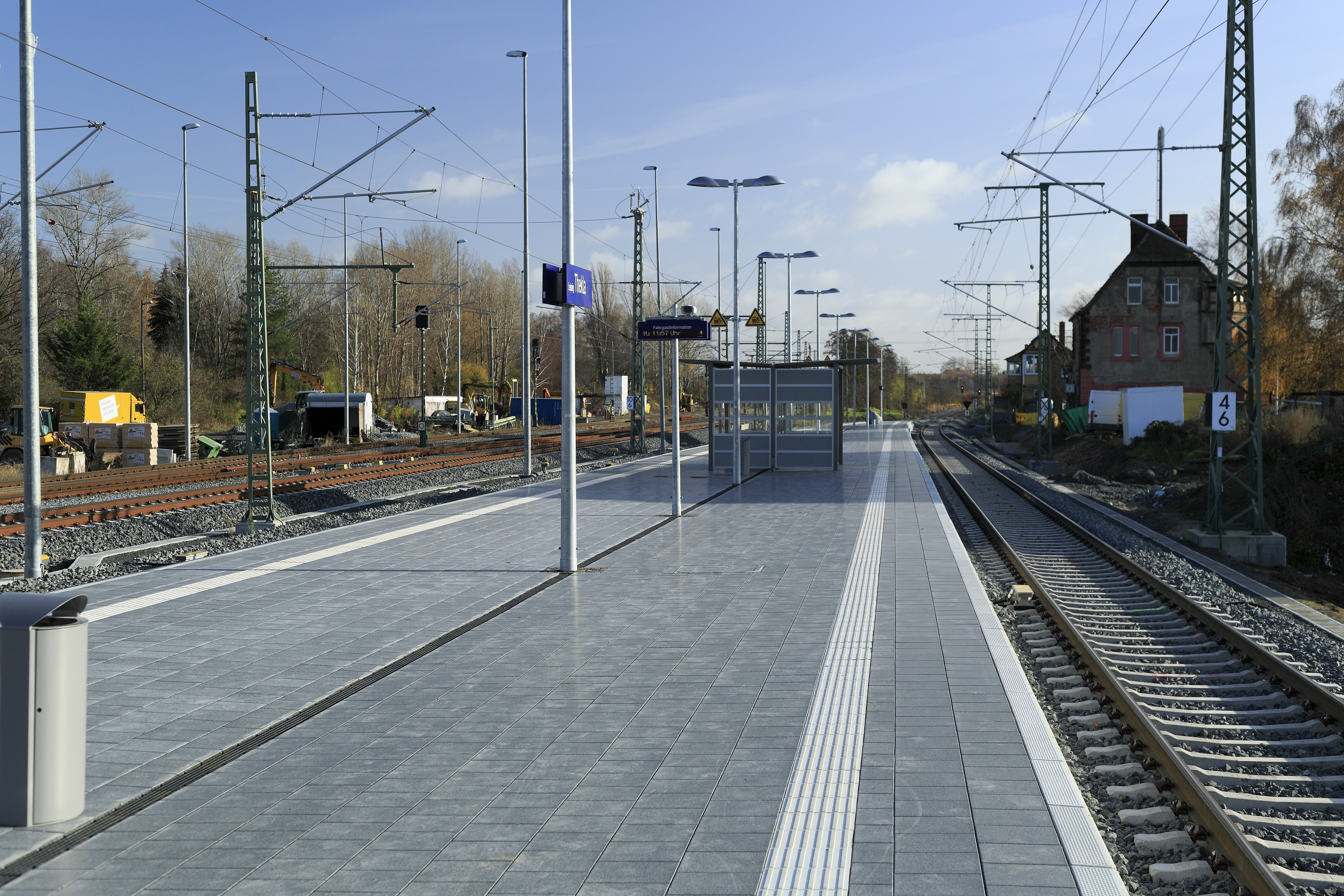
Leipzig-Thekla station

Leipzig-Thekla järnvägsstation är en järnvägsstation i Leipzig. Stationen ligger på Leipzigs godsringbana, järnvägen Leipzig-Eilenburg och järnvägen Leipzig-Wahren–Leipzig-Engelsdorf. Deutsche Bahn är operatör för pendeltågen som gör uppehåll på stationen. 2013 blev stationen en del av S-Bahn Mitteldeutschland på linje S4.